# The Matches
The Matches (ehemals The Locals) sind eine 1997 in Oakland, Kalifornien gegründete Pop-Punk/Alternative-Rock-Band.

## Geschichte
The Matches werden 1997 als The Locals gegründet und spielen skalastigen Punk. In den folgenden Jahren verschiebt sich die Musik allmählich zum Alternative Rock. Als Einflüsse werden Elvis Costello, David Bowie, The Who und Joe Jackson genannt. Eine Indie-Rock-Band aus Chicago gleichen Namens fordern, aufgrund der beiderseitig wachsenden Popularität, The Locals auf, ihren Namen zu ändern, so dass sie sich in The Matches umbenennen.
The Matches vergrößern ihren lokalen Bekanntheitsgrad, indem sie gratis die wartenden Besucher vor großen Konzerthallen beschallen. Außerdem veranstalten sie regelmäßig die sogenannten L3-Shows (Live, Loud & Local), bei denen sie mehrere lokale Bands eine überregional bekannte supporten ließen.
2003 veröffentlichen sie im Eigenvertrieb das Album E. Von Dahl Killed the Locals, dessen Titel ironisch auf die Namensänderung anspielt, da sich die Sängerin der anderen Band E. von Dahl nannte. Kurz drauf werden sie von Brett Gurewitz entdeckt und für sein Label Epitaph Records unter Vertrag genommen. Ihr Debütalbum wird 2004 mit leicht veränderter Tracklist wiederveröffentlicht. 2004 und 2005 touren The Matches mit Bands wie Lit, Yellowcard, Matchbook Romance, Less Than Jake, Reel Big Fish, MxPx, Motion City Soundtrack und +44 durch Europa und die USA.
2006 wird das zweite Album Decomposer veröffentlicht. Die dreizehn Titel wurden von insgesamt neun Produzenten bearbeitet, darunter bekannte Rockgrößen wie Tim Armstrong (Rancid), Mark Hoppus (+44, blink-182), John Feldmann (Goldfinger), Brett Gurewitz (Bad Religion) und Nick Hexum (311). Das Album klingt experimenteller und abwechslungsreicher als ihr erstes Album.
Am 17. März 2008 erschien ihr neuestes Album A Band in Hope. 
Ein Dokumentarfilm über die Band mit dem Titel Bleeding Audio wurde 2020 auf Filmfestivals gezeigt.

## Diskografie

### Alben
- 2003: E. Von Dahl Killed the Locals (Eigenvertrieb)
- 2004: E. Von Dahl Killed the Locals (Re-Release, Epitaph Records)
- 2006: Decomposer (Epitaph Records)
- 2008: A Band in Hope (Epitaph Records)

### Singles
E. Von Dahl Killed the Locals
- 2004: Chain Me Free

Decomposer
- 2006: Papercut Skin
- 2007: Salty Eyes

A Band in Hope
- 2008: Wake the Sun
- 2008: Yankee in a Chip Shop